# Marchese di Winchester
Marchese di Winchester è un titolo della Paria d'Inghilterra.

## Storia

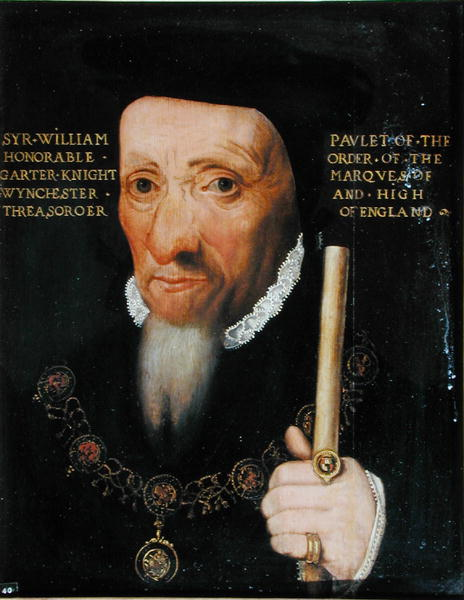
Sir William Paulet, I marchese di Winchester e Lord Gran Tesoriere d'Inghilterra

Esso venne creato nel 1551 per l'uomo di stato William Paulet, I conte di Wiltshire. Egli era già stato creato Barone St John nel 1539 e Conte di Wiltshire nel 1550, sempre nella parìa inglese. Il primo marchese era uno dei più noti uomini di stato del suo tempo, avendo prestasto servizio in alte funzioni sotto Enrico VIII ed i suoi figli, avendo ricoperto anche la carica di Lord Gran Tesoriere d'Inghilterra dal 1550 al 1572. Egli venne succeduto al proprio titolo dal figlio. Suo nipote, il V marchese di Winchester, rappresentò St Ives alla camera dei comuni. Durante la guerra civile inglese egli fu uno dei principali sostenitori della causa di Carlo I d'Inghilterra e divenne noto col soprannome di "the loyal Marquess" (il marchese leale). La sede della famiglia era tradizionalmente Basing House che però venne bruciata e rasa al suolo dai parlamentari durante la guerra civile del Seicento.
Il VI marchese fu uno dei promotori della causa di Guglielmo III d'Inghilterra e della regina Maria II d'Inghilterra e venne ricompensato dopo la Gloriosa Rivoluzione con il titolo di Duca di Bolton. Suo figlio, il II duca, fu un politico rilevante per il suo tempo e fu Lord Ciambellano e Lord Luogotenente d'Irlanda.
Il cognome della famiglia è solitamente indicato come "Powlett" anche se effettivamente andrebbe indicato come "Paulet".
Il marchesato di Winchester è il più antico marchesato inglese ancora oggi esistente e come tale il detentore del titolo gode della notazione onorifica di Primo Marchese d'Inghilterra. Il marchese di Winchester, incidentalmente, è l'unico marchese nella parìa d'Inghilterra che non abbia un titolo più alto come solitamente accade nella famiglia reale o nelle casate ducali inglesi. Il titolo di duca di Bolton che ottenne la famiglia, infatti, è compreso nella parìa di Gran Bretagna.
Il titolo di conte di Wiltshire è usato come titolo di cortesia dal figlio primogenito del marchese regnante. A sua volta, il primo nipote maschio del marchese gode del titolo di Lord St John.

## Marchese di Winchester (1551)
- William Paulet, I marchese di Winchester (m. 1572)
- John Paulet, II marchese di Winchester (c. 1517–1576)
- William Paulet, III marchese di Winchester (c. 1535–1598)
- William Paulet, IV marchese di Winchester (c. 1560–1628)
- John Paulet, V marchese di Winchester (c. 1598–1674)
- Charles Paulet, VI marchese di Winchester (1699-?) (creato Duca di Bolton nel 1689)

## Duchi di Bolton (1689)
- Charles Paulet, I duca di Bolton, VI marchese di Winchester (m. 1699)
- Charles Paulet, II duca di Bolton, VII marchese di Winchester (1661–1722)
- Charles Powlett, III duca di Bolton, VIII marchese di Winchester (1685–1754)
- Harry Powlett, IV duca di Bolton, IX marchese di Winchester (1691–1759)
- Charles Powlett, V duca di Bolton, X marchese di Winchester (m. 1765)
- Harry Powlett, VI duca di Bolton, XI marchese di Winchester (1720–1794)

## Marchesi di Winchester (1551; ritorno al titolo originario)
- George Paulet, XII marchese di Winchester (1722–1800)
- Charles Paulet, XIII marchese di Winchester (1765–1843)
- John Paulet, XIV marchese di Winchester (1801–1887)
- Augustus Paulet, XV marchese di Winchester (1858–1899)
- Henry Paulet, XVI marchese di Winchester (1862–1962)
- Richard Paulet, XVII marchese di Winchester (1905–1968)
- Nigel Paulet, XVIII marchese di Winchester (1941)

Erede: Christopher John Hilton Paulet, conte di Wiltshire (1969)